# SQCIF
SQCIF (ang. Sub Quarter Common Intermediate Format) – format pliku nagrywania wideokonferencji, w którym obraz zapisywany jest w rozdzielczości 128px na 96px (128x96). Dawniej stosowany w telefonach komórkowych. 